# Carl Andersson (arkitekt)
Carl Fredric Andersson (ryska: Карл Карлович Андерсон, Karl Karlovitj Anderson), född 10 maj 1826 i Stockholm, död 28 mars 1888 i Sankt Petersburg, var en svensk-rysk arkitekt.
Carl Andersson föddes i Stockholm av pigan Anna Sophia Thunberg men växte från fem års ålder upp i Sankt Petersburg, troligen hos morbrodern Carl Henric Thunberg (född 1793). Han gick i Sankt Petersburgs svenska skola och utbildade sig vidare på Konstakademiens arkitekturskola i Sankt Petersburg till 1846.

## Verk i urval
- Sankta Katarina kyrka och församlingshus för den svenska församlingen vid Lilla Stallhovsgatan i Sankt Petersburg, färdigbyggd 1865
- bostadshus för familjen Nobel vid Samson-kajen 19, färdigbyggt 1874
- fabriksbyggnader för Nobels mekaniska verkstäder i Sankt Petersburg, mellan 1878 och 1885
- Alexander Nevskij-kyrkan, tillägnad Alexander Nevskij, vid Bredgade i Köpenhamn, färdigbyggd 1883, tillsammans med den ryske arkitekten David Grimm
- interiör för S:t Mariakyrkan för den finska församlingen vid Stora Stallhovsgatan i S:t Petersburg